# Серафим (Динков)
Митрополит Серафим (в миру Динко Желязков Динков; 4 июля 1974, село Зорница, община Средец, Бургасская область) — епископ Болгарской Православной Церкви, митрополит Неврокопский.

## Биография
В 1992 году окончил математическую гимназию в Ямболе. В 1997 году окончил Университет лесного хозяйства в Софии по специальности «Ландшафтная архитектура».
В том же году стал послушником Георгиевского монастыря в Хаджидимове Неврокопской епархии.
С января по сентябрь 1999 года служил в армии.
18 ноября 2000 года митрополитом Неврокопским Нафанаилом (Калайджиевым) пострижен в монашество с именем Серафим.
19 ноября того же года тем же митрополитом был рукоположён во иеродиакона, а 20 декабря — во иеромонаха.
Исполнял различные послушания в монастыре и служил в близлежащих приходах.
1 июля 2006 года был возведён в сан архимандрита.
В сентябре 2008 года назначен настоятелем Роженского монастыря.
В 2011 году окончил богословский факультет Софийского университета.
1 декабря 2011 года Священным Синодом Болгарской православной церкви согласно прошению митрополита Неврокопского Нафанаила был избран епископом Мелнишским, викарием Неврокопской епархии.
12 декабря того же года был наречён, а 18 декабря — хиротонисан во епископа Мелнишского, викария Неврокопской епархии. Хиротонию совершили митрополиты Неврокопский Нафанаил (Калайджиев), Сливенский Иоанникий (Неделчев), Видинский Дометиан (Топузлиев), Варненски и Великопреславски Кирилл (Ковачев), США, Канады и Австралии Иосиф (Босаков), Великотырновский Григорий (Узунов), Неврокопский Нафанаил (Калайджиев), Плевенский Игнатий (Димов), Ловчанский Гавриил (Динев), Пловдивский Николай (Севастиянов), Доростольский Амвросий (Парашкевов), епископы Стобийский Наум (Димитров), Тивериопольский Тихон (Иванов), Адрианопольский Евлогий (Стамболджиев), Девольский Феодосий (Купичков), Знепольский Иоанн (Иванов), Агафоникийский Борис (Добрев), Браницкий Григорий (Цветков).
19 января 2014 года избран Синодом на должность митрополита Неврокопского. При этом во время выборов епископ Серафим получил равное с епископом Браницким Григорием число голосов членов Синода. В подобных случаях равенства голосов выбор падает на того кандидата, за которого отдал свой голос Болгарский Патриарх.

## Награды
- Почётный знак Президента Болгарии (2024 год)[5]